# Rogelio Valdivieso Eguiguren
Rogelio Valdivieso Eguiguren (Loja, 4 de junho de 1928 - Quito, 29 de maio de 2011) foi um diplomata e político equatoriano. Durante a sua vida ocupou vários cargos notórios, entre eles o de embaixador do Equador na Bolívia (de 1960 a 1961), Brasil (de 1976 a 1981), Argentina (de 1982 a 1984) e Portugal.
Foi Chanceler da República entre 1968 e 1970, durante o último governo de José María Velasco Ibarra. Também foi duas vezes deputado em representação da província de Loja, a última de 1986 a 1988, onde se apresentou pelo Partido Social Cristão e obteve 15,91% dos votos válidos.
Faleceu em Quito em 29 de maio de 2011.